# Nishi-Nagahori (metropolitana di Osaka)
Nishi-Nagahori (長堀橋駅?, Nishi-Nagahori-eki) è una stazione della Metropolitana di Osaka, punto di incontro fra le linee Sennichimae e Nagahori Tsurumi-ryokuchi. La stazione si trova nel quartiere di Nishi-ku, a Osaka